# Loveless (manga)
Pour les articles homonymes, voir Loveless.
Loveless (ラブレス) est un manga shônen-ai écrit et dessiné par Yun Kōga Il est prépublié depuis 2001 dans le magazine Monthly Comic Zero Sum de l'éditeur Ichijinsha et a été compilé en douze tomes en décembre 2013. La version française est publiée par Soleil Manga. À l'origine, Kōga prévoyait de faire une série en cinq volumes mais celle-ci devrait finalement en faire environ quinze.
Une adaptation en série télévisée d'animation par le studio J.C. Staff a été diffusée entre avril et juin 2005 sur TV Asahi.
Loveless se caractérise par des personnages de style kemono (en l'occurrence, des oreilles et une queue de chat/chien).

## Synopsis
Deux ans avant le début de l’anime, Ritsuka perd la mémoire et change totalement de personnalité. Sa mère a du mal à accepter la situation et seul son frère, Seimei, lui apporte du réconfort. Mais ce dernier est mystérieusement assassiné, probablement par un membre des « sept lunes ».
Après avoir été transféré dans une nouvelle école où il se fait quelques camarades, Ritsuka est abordé par Agatsuma Sōbi qui lui dit être un ami de son frère et, très vite, ils sont attaqués par deux membres des « sept lunes ».
Sōbi devient le « combattant » de Ritsuka qui est, de ce fait, le « sacrifice » du groupe. Il affirme être amoureux de Ritsuka et être prêt à donner sa vie pour lui. Cependant, il lui avouera par la suite que Seimei lui a ordonné de devenir le combattant de son petit frère après sa mort.

## Personnages
- Ritsuka Aoyagi (青柳立夏, Aoyagi Ritsuka?)

Collégien de 12 ans dont le grand frère Seimei est mort dans des circonstances mystérieuses (brûlé vif sur sa chaise dans son école primaire) quelque temps auparavant. Ses souvenirs les plus lointains remontent à deux ans.
- Agatsuma Sōbi (我妻草灯, Agatsuma Sōbi?)

"Adulte" de 20 ans, se présentant comme un ami de Seimei, que rencontre Ritsuka un jour à la sortie de l'école. Il cache ce qu'il sait sur la mort de Seimei à Ritsuka, et lui ment régulièrement, mais le considère comme son maître et dit l'aimer. Il étudie à l'université d'arts.
- Hitomi Shinonome (東雲瞳, Shinonome Hitomi?)

Professeur principal de Ritsuka. Elle a 23 ans et possède encore ses oreilles.
- Yuiko Hawatari (羽渡唯子, Hawatari Yuiko?)

Camarade de classe de Ritsuka, elle est désespérément amoureuse de lui, au grand dam de Yayoi…
- Yayoi Shioiri (塩入弥生, Shioiri Yayoi?)

Autre camarade de classe de Ritsuka, dont il est jaloux, car amoureux de Yuiko qui le repousse, soi-disant à cause de sa petite taille.
- Kio Kaidō (海堂貴緒, Kaidō Kio?)

C'est un ami de Sōbi dont on ne sait pas grand chose, mis à part qu'il se considère comme très proche de lui.
- Katsuko-sensei

Psy de Ritsuka, qui suit aussi Kio et Shinonome-Sensei. On remarque qu'elle est légèrement attirée par Ritsuka.
- Breathless (Ai et Midori), Sleepless (Kinka, Ginka)

Couples de Combattants envoyés par "les sept Lunes" pour éliminer Sōbi.
- Zero (1), Natsuo et Yuji

Couple de Combattants de la série "zero", insensibles à la douleur, et hébergés chez Sōbi après qu'il les a vaincus.
- Zero (2), Kōya et Yamato

Deuxième couple de Combattants "zero" envoyés dans le même but que les premiers après la défaite de ceux-ci.
Certains personnages (entre autres Ritsuka, Yayoi, Yuiko) possèdent des oreilles et une queue de chat ; ils sont considérés comme des enfants. Vraisemblablement les oreilles et la queue disparaissent en même temps que la virginité et l'innocence, ce qui explique les nombreuses allusions et le complexe de Hitomi Shinonome à propos de ses oreilles encore présentes, à 23 ans…

### Combattants
Les combattants sont assemblés par paires (possédant le même nom de code) et possèdent chacun un rôle précis :
- un "fighter" (Combattant) qui combat avec une magie liée au pouvoir des mots. Il est le serviteur.
- un "sacrifice" qui reçoit les dommages infligés par le fighter adverse (même s'ils sont infligés au fighter). Il joue le rôle du maître.

Il est possible qu'un fighter et un sacrifice possédant des noms de codes différents forment un duo de combat (c'est le cas de Ritsuka et Sōbi) mais à cause de cette différence de "compatibilité", leur puissance est réduite de moitié.
Il est aussi possible à un fighter de combattre seul (sans sacrifice), auquel cas sa puissance est encore diminuée de moitié, et c'est alors lui qui subit les attaques adverses.
- LOVELESS : Ritsuka Aoyagi (sacrifice), Sōbi Agatsuma (fighter)
- BELOVED : Sōbi Agatsuma (fighter), Akame Nisei (fighter), Seimei Aoyagi (sacrifice)
- BREATHLESS : Ai (fighter), Midori (sacrifice)
- SLEEPLESS : Kinka (fighter), Ginka (sacrifice)
- ZERO (1) : Natsuo (fighter), Yōji (sacrifice)
- ZERO (2) : Kouya (fighter), Yamato (sacrifice)

## Liste des volumes
| no                                                              | Japonais         | Japonais          | Français         | Français          |
| no                                                              | Date de sortie   | ISBN              | Date de sortie   | ISBN              |
| --------------------------------------------------------------- | ---------------- | ----------------- | ---------------- | ----------------- |
| 1                                                               | juillet 2002     | 978-4-7580-5002-9 | 24 janvier 2007  | 2-84946-684-0     |
| Liste des chapitres : Chapitres 1 à 4                           |                  |                   |                  |                   |
| 2                                                               | 26 décembre 2002 | 978-4-7580-5011-1 | 28 mars 2007     | 978-2-84946-722-0 |
| Liste des chapitres : Le jouet et le maître : chapitres 1 à 5   |                  |                   |                  |                   |
| 3                                                               | 25 juin 2003     | 978-4-7580-5034-0 | 30 mai 2007      | 978-2-84946-824-1 |
| Liste des chapitres : Le jouet et le maître : chapitres 6 à 13  |                  |                   |                  |                   |
| 4                                                               | 25 juin 2004     | 978-4-7580-5077-7 | 14 août 2007     | 978-2-84946-846-3 |
| Liste des chapitres : Le jouet et le maître : chapitres 14 à 22 |                  |                   |                  |                   |
| 5                                                               | 25 février 2005  | 978-4-7580-5120-0 | 28 novembre 2007 | 978-2-30200-020-9 |
| Liste des chapitres : Le sacrifice : chapitres 1 à 9            |                  |                   |                  |                   |
| 6                                                               | 24 décembre 2005 | 978-4-7580-5198-9 | 27 février 2008  | 978-2-30200-085-8 |
| Liste des chapitres : La naissance : chapitres 1 à 8            |                  |                   |                  |                   |
| 7                                                               | 25 novembre 2006 | 978-4-7580-5254-2 | 14 janvier 2009  | 978-2-30200-238-8 |
| Liste des chapitres : Les sept lunes : chapitres 1 à 8          |                  |                   |                  |                   |
| 8                                                               | 25 février 2008  | 978-4-7580-5329-7 | 8 juillet 2009   | 978-2-30200-397-2 |
| Liste des chapitres : Les sept lunes : chapitres 9 à 18         |                  |                   |                  |                   |
| 9                                                               | 25 novembre 2009 | 978-4-7580-5457-7 | 21 juillet 2010  | 978-2-30201-165-6 |
| Liste des chapitres : Les sept lunes : chapitre 19              |                  |                   |                  |                   |
| 10                                                              | 25 mai 2011      | 978-4-7580-5600-7 | 4 juillet 2012   | 978-2-30202-326-0 |
| 11                                                              | 25 juillet 2012  | 978-4-7580-5727-1 | 3 juillet 2013   | 978-2-30203-042-8 |
| 12                                                              | 25 décembre 2013 | 978-4-7580-5870-4 | 20 août 2014     | 978-2-30204-082-3 |
| 13                                                              | 25 juillet 2017  | 978-4-7580-3204-9 | 22 août 2018     | 978-2-30206-232-0 |

## Anime
Les épisodes ont été diffusés hebdomadairement à partir d'avril 2005 sur TV Asahi et Asahi Broadcasting Corporation.

### Liste des épisodes
1. BREATHLESS (sans souffle)
2. MEMORYLESS (sans souvenir)
3. BONDLESS (sans lien)
4. FRIENDLESS (sans ami)
5. SLEEPLESS (sans sommeil)
6. PAINLESS (sans douleur)
7. TEARLESS (sans larmes)
8. TRUSTLESS (sans confiance)
9. SKINLESS (sans peau)
10. NAMELESS (sans nom)
11. WARLESS (sans guerre)
12. ENDLESS (sans fin)

### Musiques
- Générique de début : Tsuki no Curse (月の呪縛, Tsuki no Kāsu?), chanté par Okina Reika.
- Générique de fin : Michiyuki (みちゆき?), chanté par Hikida Kaori.

### Doublage
- Aoyagi Ritsuka : Junko Minagawa
- Agatsuma Sōbi : Katsuyuki Konishi
- Hawatari Yuiko : Kana Ueda
- Yayoi : Jun Fukuyama
- Ai : Ami Koshimizu
- Aoyagi Misaki (la mère) : Wakana Yamazaki
- Aoyagi Seimei (le grand frère) : Ken Narita
- Kaidou Kio (l'ami de Sōbi) : Ken Takeuchi
- Midori : Motoko Takagi
- Shinonome Hitomi : Mamiko Noto
- Sagan Nagisa : Sanae Kobayashi
- Sagan Natsuo (ZERO 1) : Mitsuki Saiga
- Sagan Youji (ZERO 1) : Hiroyuki Yoshino
- Sakagami Kouya (ZERO 2) : Rie Kugimiya
- Nakano Yamato (ZERO 2) : Yumi Kakazu
- Nanami Ritsu : Takehito Koyasu

## Produits dérivés
Deux artbooks sont sortis au Japon.

### Œuvres
Édition japonaise
Édition standard
1. 1 2  (ja) « Loveless 巻次：1 », sur Hanmoto (consulté le 4 août 2022)
2. 1 2  (ja) « Loveless 巻次：2 », sur Hanmoto (consulté le 4 août 2022)
3. 1 2  (ja) « Loveless 巻次：3 », sur Hanmoto (consulté le 4 août 2022)
4. 1 2  (ja) « Loveless 巻次：4 », sur Hanmoto (consulté le 4 août 2022)
5. 1 2  (ja) « Loveless 巻次：5 », sur Hanmoto (consulté le 4 août 2022)
6. 1 2  (ja) « Loveless 巻次：6 », sur Hanmoto (consulté le 4 août 2022)
7. 1 2  (ja) « Loveless 巻次：7 », sur Hanmoto (consulté le 4 août 2022)
8. 1 2  (ja) « Loveless 巻次：8 », sur Hanmoto (consulté le 4 août 2022)
9. 1 2  (ja) « Loveless 巻次：9 », sur Hanmoto (consulté le 4 août 2022)
10. 1 2  (ja) « Loveless 巻次：10 », sur Hanmoto (consulté le 4 août 2022)
11. 1 2  (ja) « Loveless 巻次：11 », sur Hanmoto (consulté le 4 août 2022)
12. 1 2  (ja) « Loveless 巻次：12 », sur Hanmoto (consulté le 4 août 2022)
13. 1 2  (ja) « Loveless 巻次：13 », sur e-hon. (consulté le 4 août 2022)

Édition française
1. 1 2  « Loveless Vol. 1 », sur nautiljon (consulté le 4 août 2022)
2. 1 2  « Loveless Vol. 2 », sur nautiljon (consulté le 4 août 2022)
3. 1 2  « Loveless Vol. 3 », sur nautiljon (consulté le 4 août 2022)
4. 1 2  « Loveless Vol. 4 », sur nautiljon (consulté le 4 août 2022)
5. 1 2  « Loveless Vol. 5 », sur nautiljon (consulté le 4 août 2022)
6. 1 2  « Loveless Vol. 6 », sur nautiljon (consulté le 4 août 2022)
7. 1 2  « Loveless Vol. 7 », sur nautiljon (consulté le 4 août 2022)
8. 1 2  « Loveless Vol. 8 », sur nautiljon (consulté le 4 août 2022)
9. 1 2  « Loveless Vol. 9 », sur nautiljon (consulté le 4 août 2022)
10. 1 2  « Loveless Vol. 10 », sur nautiljon (consulté le 4 août 2022)
11. 1 2  « Loveless Vol. 11 », sur nautiljon (consulté le 4 août 2022)
12. 1 2  « Loveless Vol. 12 », sur nautiljon (consulté le 4 août 2022)
13. 1 2  « Loveless Vol. 13 », sur nautiljon (consulté le 4 août 2022)